# الحصين (بطليوس)
بلدية الحُصَين أو (نقحرة: الجوكين) (بالإسبانية: Aljucén)‏, هي إحدى بلديات مقاطعة بطليوس, التي تقع في منطقة إكستريمادورا, والتي تقع في غرب إسبانيا.
يبلغ عدد سكانها 260 نسمة وفقاً لإحصائية سنة (2002).